# R32 (België)
De R32 is de grote ringweg rond de Belgische stad Roeselare. De weg loopt van de N37 in het noordoosten tot aan de N32 in het zuiden en loopt loopt via het westen rond de stad om. Het vervolgstuk in het zuiden is de N36, die via afrit 6 van de A17/E403 doorloopt naar onder meer Izegem, Harelbeke, Deerlijk en Ronse. De R32 is tussen de Diksmuidesteenweg en afrit 8 van de E403 voorzien van een middenberm. De rest is voorzien van een doorlopende lijn. Over de hele lengte is de ring voorzien van 4 rijstroken. Het stuk tussen De Bruggesteenweg en afrit 8 is aangelegd in 2007; dit om de dorpskern van Beveren te ontlasten.
R-wegen:
R0 · R1 · R2 · R3 · R4 (R4a · R4z) · R5 (R5a) · R6 · R7 · R8 · R9 · R10 · R11 (R11a) · R12 · R13 · R14 · R15 · R16 · R18 · R20 (R20a · R20b) · R21 (R21a · R21b · R21c · R21d) · R22 (R22a · R22z) · R23 (R23z) · R24 · R25 · R26 · R27 (R27a) · R30 (R30a · R30b) · R31 · R32 · R33 · R34 · R35 · R36 (R36z) · R40 (R40a) · R41 · R42 · R43 · R50 · R51 · R52 · R53 · R54 · R55 · R61 (R61a) · R62 · R70 · R71 · R72 · R73
N-wegen die (gedeeltelijk) een ringweg omvatten:
N1 · N3 · N4 · N6 · N7 · N8 · N9 · N13 · N17 · N27 · N27a · N28 · N29 · N31 · N32 · N34 · N35 · N36 · N37 · N38 · N39 · N41 · N44 · N46 · N47 · N49 · N50 · N55 · N60 · N60d · N70 · N71 · N72 · N73 · N75 · N76 · N78 · N80 · N81 · N82 · N90 · N92 · N113 · N153 · N203 · N203a · N390 · N405 · N416 · N441 · N473 · N498 · N556 · N700 · N712 · N712b · N717 · N722 · N725 · N748 · N750 · N769 · N967